# Amphiascus congener
Amphiascus congener är en kräftdjursart som beskrevs av Georg Ossian Sars 1909. Amphiascus congener ingår i släktet Amphiascus och familjen Diosaccidae. Inga underarter finns listade i Catalogue of Life.